# Laire (Doubs)
Pour les articles homonymes, voir Laire.
Laire est une commune française située dans le département du Doubs, la région culturelle et historique de Franche-Comté et la région administrative Bourgogne-Franche-Comté. Ses habitants sont appelés les Niauds.

## Géographie

### Localisation
Le village se situe à 10 km au nord-ouest de la ville de Montbéliard, entre les communes d'Issans, de Trémoins et de Tavey, ces deux dernières dans la Haute-Saône.
Le territoire de la commune est limitrophe de ceux de sept communes dont quatre dans le département de la Haute-Saône.
Les communes limitrophes sont  Aibre, Héricourt, Montbéliard, Raynans, Trémoins, Verlans et Vyans-le-Val.

### Climat
Pour des articles plus généraux, voir Climat de la Bourgogne-Franche-Comté et Climat du Doubs.
En 2010, le climat de la commune est de type climat de montagne, selon une étude du Centre national de la recherche scientifique s'appuyant sur une série de données couvrant la période 1971-2000. En 2020, Météo-France publie une typologie des climats de la France métropolitaine dans laquelle la commune est exposée à un climat semi-continental et est dans une zone de transition entre les régions climatiques « Lorraine, plateau de Langres, Morvan » et « Jura ». 
Pour la période 1971-2000, la température annuelle moyenne est de 9,5 °C, avec une amplitude thermique annuelle de 17,3 °C. Le cumul annuel moyen de précipitations est de 1 233 mm, avec 13,1 jours de précipitations en janvier et 10,7 jours en juillet. Pour la période 1991-2020, la température moyenne annuelle observée sur la station météorologique de Météo-France la plus proche, « Dorans », sur la commune de Dorans à 9 km à vol d'oiseau, est de 10,9 °C et le cumul annuel moyen de précipitations est de 974,0 mm. 
La température maximale relevée sur cette station est de 38,1 °C, atteinte le 24 juillet 2019 ; la température minimale est de −16 °C, atteinte le 20 décembre 2009,,. 
Les paramètres climatiques de la commune ont été estimés pour le milieu du siècle (2041-2070) selon différents scénarios d'émission de gaz à effet de serre à partir des nouvelles projections climatiques de référence DRIAS-2020. Ils sont consultables sur un site dédié publié par Météo-France en novembre 2022.

## Urbanisme

### Typologie
Au 1er janvier 2024, Laire est catégorisée commune rurale à habitat dispersé, selon la nouvelle grille communale de densité à 7 niveaux définie par l'Insee en 2022.
Elle est située hors unité urbaine. Par ailleurs la commune fait partie de l'aire d'attraction de Montbéliard, dont elle est une commune de la couronne,. Cette aire, qui regroupe 137 communes, est catégorisée dans les aires de 50 000 à moins de 200 000 habitants,.

### Occupation des sols
L'occupation des sols de la commune, telle qu'elle ressort de la base de données européenne d’occupation biophysique des sols Corine Land Cover (CLC), est marquée par l'importance des forêts et milieux semi-naturels (46,1 % en 2018), une proportion sensiblement équivalente à celle de 1990 (46,9 %). La répartition détaillée en 2018 est la suivante : 
forêts (46,1 %), terres arables (34,2 %), zones urbanisées (15,6 %), zones industrielles ou commerciales et réseaux de communication (4 %), zones agricoles hétérogènes (0,2 %). L'évolution de l’occupation des sols de la commune et de ses infrastructures peut être observée sur les différentes représentations cartographiques du territoire : la carte de Cassini (XVIIIe siècle), la carte d'état-major (1820-1866) et les cartes ou photos aériennes de l'IGN pour la période actuelle (1950 à aujourd'hui).

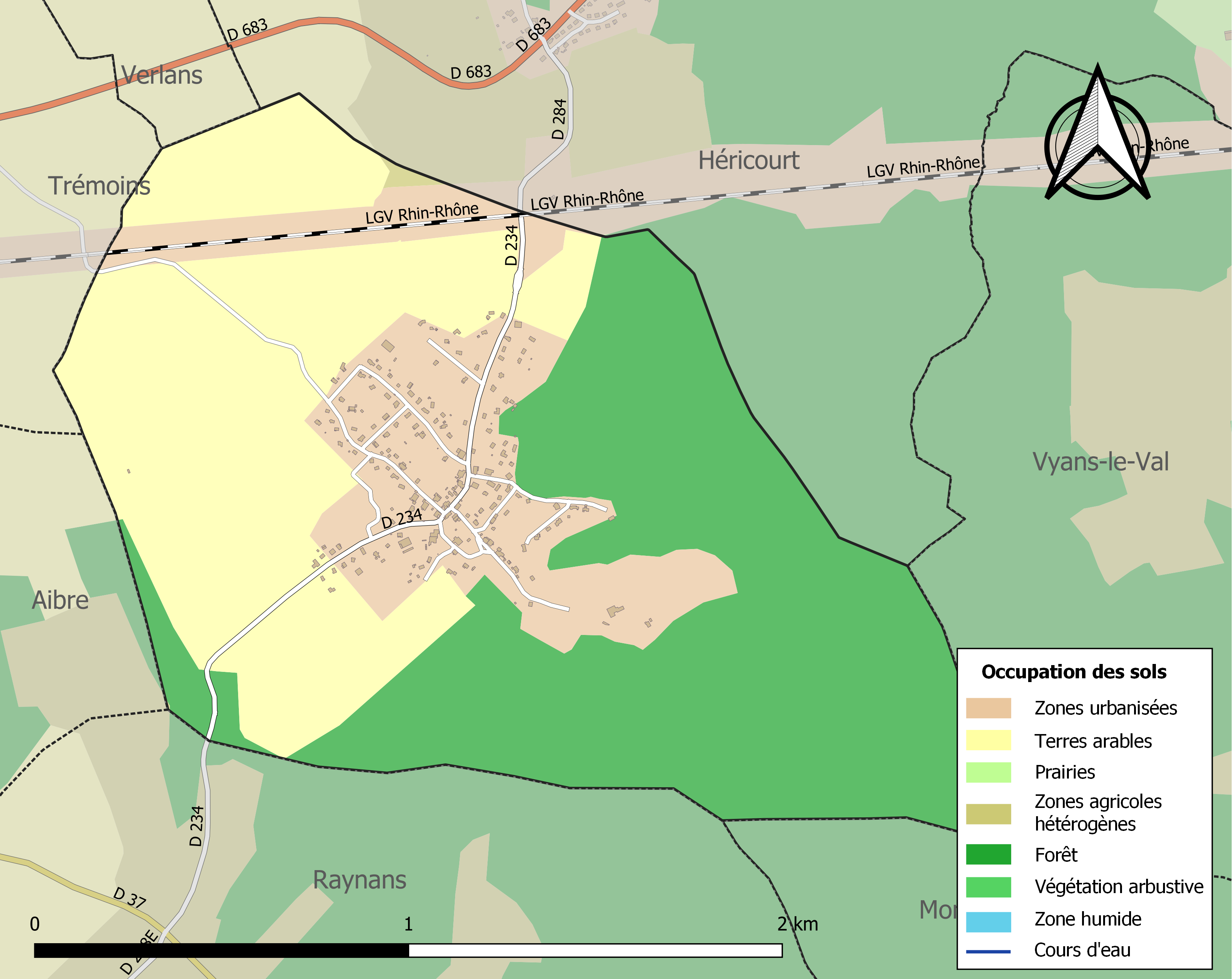
Carte des infrastructures et de l'occupation des sols de la commune en 2018 (CLC).

## Toponymie
Layr en 1231 ; Lay 1318 ; Layre en 1446 ; Laire depuis 1520.

## Histoire
Le nom de la commune apparaît pour la première fois en 1231 dans une charte de Thierry III, Comte de Montbéliard, et s'orthographiait alors Layr.
Laire a appartenu au comté de Montbéliard jusqu'en 1793, date de son rattachement à la France.

## Politique et administration

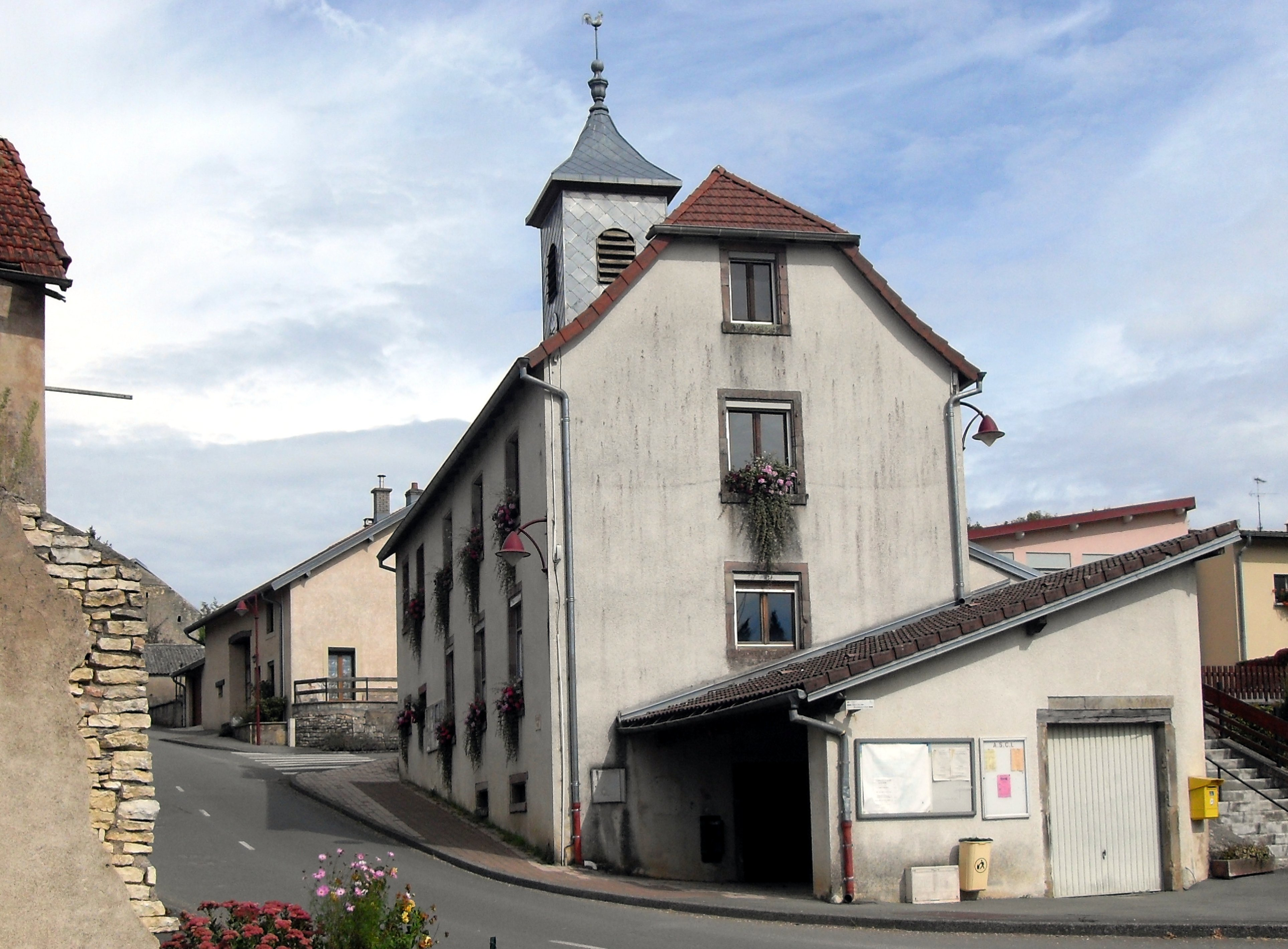
La mairie.

| Période                                  | Période                   | Identité                                             | Étiquette | Qualité |
| ---------------------------------------- | ------------------------- | ---------------------------------------------------- | --------- | ------- |
| avant 1995                               | ?                         | Jean-Paul Croissant                                  |           |         |
| mars 2001                                | mai 2008                  | Alain Billotte                                       |           |         |
| mai 2008                                 | En cours (au 31 mai 2020) | André-Marie Dépoutot, Réélu pour le mandat 2020-2026 | DVD       |         |
| Les données manquantes sont à compléter. |                           |                                                      |           |         |

## Population et société

### Démographie
Les habitants sont appelés les Niauds.
Ses habitants sont surnommés en patois Lai niods ou Lai nionets. Niods pour les nœuds de chanvre grossier non peignés, ancienne production du pays ? - Nionets, en patois : niais. De toute façon il y a un jeu de mots sur niods-niais-nionets.

#### Évolution démographique
L'évolution du nombre d'habitants est connue à travers les recensements de la population effectués dans la commune depuis 1793. Pour les communes de moins de 10 000 habitants, une enquête de recensement portant sur toute la population est réalisée tous les cinq ans, les populations de référence des années intermédiaires étant quant à elles estimées par interpolation ou extrapolation. Pour la commune, le premier recensement exhaustif entrant dans le cadre du nouveau dispositif a été réalisé en 2005.

En 2022, la commune comptait 410 habitants, en évolution de +2,24 % par rapport à 2016 (Doubs : +1,88 %, France hors Mayotte : +2,11 %).
| 1793 | 1800 | 1806 | 1821 | 1831 | 1836 | 1841 | 1846 | 1851 |
| ---- | ---- | ---- | ---- | ---- | ---- | ---- | ---- | ---- |
| 213  | 141  | 143  | 145  | 194  | 202  | 201  | 210  | 212  |

| 1856 | 1861 | 1866 | 1872 | 1876 | 1881 | 1886 | 1891 | 1896 |
| ---- | ---- | ---- | ---- | ---- | ---- | ---- | ---- | ---- |
| 214  | 196  | 190  | 174  | 170  | 153  | 146  | 152  | 124  |

| 1901 | 1906 | 1911 | 1921 | 1926 | 1931 | 1936 | 1946 | 1954 |
| ---- | ---- | ---- | ---- | ---- | ---- | ---- | ---- | ---- |
| 109  | 113  | 105  | 92   | 85   | 90   | 105  | 95   | 109  |

| 1962 | 1968 | 1975 | 1982 | 1990 | 1999 | 2005 | 2006 | 2010 |
| ---- | ---- | ---- | ---- | ---- | ---- | ---- | ---- | ---- |
| 106  | 119  | 175  | 271  | 243  | 314  | 364  | 375  | 386  |

| 2015 | 2020 | 2022 | - | - | - | - | - | - |
| ---- | ---- | ---- | - | - | - | - | - | - |
| 395  | 409  | 410  | - | - | - | - | - | - |

## Culture locale et patrimoine

### Lieux et monuments
- La maison commune : datant de 1828, elle est construite en grès ;
- Le poids public : construit aux XIXe et XXe siècles, il est en fonte et en laiton, et se trouve place de la Fontaine ;
- L'ancien puits : en grès et en fonte, il date de 1850 ; visible depuis la Grande-Rue ;
- La ferme : de 1870, cette magnifique bâtisse est construite en pierre et en grès des Vosges. Elle est très caractéristique du Pays de Montbéliard.

La commune a la particularité de ne pas avoir d'église.

### Héraldique
| Blason de Laire | Blason  | Parti d’argent et de gueules, à deux branches de sinople, passées en sautoir et mouvant chacune d’un angle de la pointe, brochant sur le parti, celle en bande de chêne fruitée de trois pièces d’or, les cupules de gueules, celle en barre d’alisier torminal fleurie de trois pièces d’argent, boutonnées d’or, le tout accompagné en chef de deux bars adossés de l’un en l’autre et en pointe du clocheton de la mairie du lieu sommé de son coq, le tout d’azur, mouvant de la pointe et brochant sur le parti, ajouré d’or, le cadran d’horloge du même. Ornements extérieursCroix de guerre 1939-1945 Devise / CriAut concordia, aut robore (Soit par un bon accord, soit par la résistance)' |
| Blason de Laire | Détails | Le parti évoque le partage du village entre deux seigneuries : le gueules et l'argent sont empruntés aux armes des seigneurs d'Héricourt et les bars à celles des comtes de Montbéliard. Le chêne, symbole de résistance et l'alisier, symbole de concorde sont aussi évoqués dans la devise. Création de Nicolas Vernot adoptée par la municipalité le 28 janvier 2013. |